# 야마시타 하루키
야마시타 하루키(일본어: 山下 陽暉, 1999년 3월 11일~)는 일본의 크로스컨트리 스키 선수이다. 2022년 동계 올림픽에 일본 국가대표로 참가했다. 

## 경력
야마시타는 1999년 도야마현 조하나정에서 태어났다.
2016년 12월 대한민국 평창에서 열린 극동컵에 참가했으며 스프린트 17위에 올랐다. 2017년 2월에는 미국 솔저홀로에서 열린 2017년 세계 주니어 선수권 대회에 일본 주니어 국가대표로 참가했다. 그는 스프린트에서 55위, 10km 자유형에서 54위, 스키애슬론에서 34위에 올랐다.
2022년 2월 중화인민공화국 베이징에서 열린 2022년 동계 올림픽에 참가하여 스프린트에서 57위, 스키애슬론에서 54위를 기록했다.